# 김포호수초등학교
김포호수초등학교는 대한민국 경기도 김포시에 있는 공립 초등학교이다.

## 학교 연혁
- 2011.03.04. 지난 초등학교로 설립 인가
- 2013.03.01. 김포호수초등학교로 개교(기준: 36학급)
- 2013.03.01. 초대 조귀연 교장 취임(초등 6학급, 유치원 3학급 편성)
- 2013.03.04. 제1회 입학식 및 시업식(1학년: 12명 / 재학생: 16명)
- 2013.03.07. 제1회 병설유치원 개원식(65명 예정)
- 2013.06.04. 개교기념식
- 2014.02.14. 제1회 졸업식(24명)
- 2014.03.03. 제2회 입학식 및 시업식(1학년: 78명 / 재학생: 216명)
- 2015.02.13. 제2회 졸업식(53명)
- 2015.03.01. 제2대 최혜련 교장 취임(초등 17학급,특수학급 1학급, 유치원 3학급 편성)
- 2015.03.02. 제3회 입학식 및 시업식(1학년: 100명 / 재학생: 339명)
- 2016.02.01. 제3회 졸업장 수여식(졸업생 수: 43명)
- 2017.01.22. 강당 전동 커튼 설치
- 2017.02.15. 제4회 졸업장 수여식(졸업생 수: 56명)
- 2017.03.01. 초등 24학급 편성(특수 1학급 포함) / 유치원 3학급 편성
- 2017.03.01. 제3대 김계화 교장 부임

## 참고 자료
- 김포호수초등학교 - 한국교육학술정보원 학교알리미